# Выпуклый многогранник

3-мерный выпуклый многогранник

Выпуклый многогранник — многогранник, являющийся выпуклым множеством.
Это основное понятие в задачах линейного программирования.

## Определения
Выпуклый многогранник определяется как выпуклая оболочка конечного числа точек в евклидовом пространстве. 

## Связанные определения
- Выпуклый многогранник называется невырожденным или телесным, если он имеет внутренние точки.

- Гранью выпуклого многогранника является пересечение многогранника полупространством, при котором никакая внутренняя точка многогранника не лежит на границе полупространства.
  - 0-мерные грани называются вершинами,
  - 1-мерные грани называются рёбрами.

- n-мерный телесный многогранник называется простым, если в каждой его вершине сходится ровно n рёбер.
  - Например, куб и додекаэдр являются простыми.

- Два многогранника называются комбинаторно изоморфными, если их решётки граней изоморфны.

- Граф многогранника — граф, образованный его вершинами и рёбрами, все грани больших размерностей игнорируются.

- Задание многогранника через гиперплоскости граней называется H-представлением.
- Задание многогранника как выпуклую оболочку его вершин называется V-представлением.

## Примеры
- Много примеров ограниченных выпуклых многогранников можно найти в статье «многогранник».
- В двухмерном пространстве примерами телесных многогранников будут полуплоскость, лента между двумя параллельными прямыми, угол (пересечение двух непараллельных полуплоскостей), фигура, задаваемая выпуклой ломаной с двумя лучами, присоединёнными к концам, и выпуклый многоугольник.
- Специальными случаями неограниченных выпуклых многогранников является пластина между двумя параллельными гиперплоскостями, клин между двумя непараллельными полупространствами, цилиндр, неограниченная призма и неограниченный конус.

- К выпуклым многогранникам относятся: платоновы тела, архимедовы многогранники, ромбические многогранники (ромбододекаэдр, ромботриаконтаэдр), многогранники Голдберга[англ.][1].

## Свойства
- Выпуклый многогранник является пересечением конечного числа замкнутых полупространств.
- Ограниченный выпуклый многогранник может быть построен в виде  выпуклой оболочки конечного числа точек.
- Ограниченный выпуклый многогранник, как и любое другое компактное выпуклое подмножество Rn, гомеоморфно замкнутому шару.[2] Если многогранник является телесным, шар имеет размерность {\displaystyle n}.
  - В частности, выпуклый многогранник является многообразием с границей, его эйлерова характеристика равна 1, а его фундаментальная группа тривиальна.
  - Граница выпуклого многогранника гомеоморфна (m − 1)-мерной сфере. Эйлерова характеристика границы равна 0 для чётного m и 2 для нечётного m. Границу можно рассматривать как паркет (m − 1)-мерной сферической геометрии, то есть сферический паркет.

- Грани выпуклого многогранника образуют решётку с эйлеровым частичным порядком, которая называется решёткой граней, где частичный порядок определяется принадлежностью граней. Определение грани, данное выше, позволяет как сам многогранник, так и пустое множество считать гранями. Весь многогранник является единственным максимальным элементом решётки, а пустое множество, являясь (−1)-мерной гранью (пустой многогранник), является единственным минимальным элементом многогранника.

- Как показал Уитни[3], решётка граней трёхмерного многогранника определяется его графом. То же самое верно, если многогранник является простым (Blind & Mani-Levitska (1987), в книге Kalai (1988) дано простое доказательство). Последний факт является инструментом в доказательстве, что с точки зрения вычислительной сложности задача определения, являются ли два выпуклых многогранника комбинаторно изоморфными, эквивалентна задаче определения, являются ли графы изоморфными, даже если ограничиться классами простых или симплексных многогранников.[4]

- Любой выпуклый многогранник допускает триангуляцию с множеством вершин совпадающим с множеством вершин многогранника.[5]

## Вариации и обобщения
- Правильный многогранник
- Ориентированный матроид
- Многогранник Нефа[англ.]